# Windorah Airport
Windorah Airport är en flygplats i Australien. Den ligger i regionen Barcoo och delstaten Queensland, omkring 1 100 kilometer väster om delstatshuvudstaden Brisbane. Windorah Airport ligger 135 meter över havet.
Trakten runt Windorah Airport är nära nog obefolkad, med mindre än två invånare per kvadratkilometer.. Närmaste större samhälle är Windorah, nära Windorah Airport.
Omgivningarna runt Windorah Airport är i huvudsak ett öppet busklandskap. Genomsnittlig årsnederbörd är 304 millimeter. Den regnigaste månaden är februari, med i genomsnitt 77 mm nederbörd, och den torraste är april, med 1 mm nederbörd.